# Хейфец, Николай Захарович
Николай Захарович Хейфец (2 октября 1888 года, Могилёв — 22 апреля 1942 года, Ташкент) — советский музыкант-тромбонист, дирижёр, композитор.

## Биография
Николай Захарович Хейфец (Калман-Мордух Хацкелевич Хейфец) родился 2 октября 1888 года в Могилёве в семье Хацкеля Калман-Мордуховича Хейфеца и Соры-Рейзы Ицка-Янкелевны Блюмкин. В 1910 году успешно окончил Петербургскую консерваторию по классу тромбона (педагог, профессор П. Н. Волков. Некоторое время служил артистом-тромбонистом в оркестрах Санкт-Петербурга. В 1915—1918 годах состоял на военной службе, играя в оркестре Лейб-гвардии Преображенского полка.
В 1916 году учился в Петербургской консерватории по классу теории музыки и композиции у профессоров Я. Витолса и М. О. Штейнберга. Дирижёрский класс посещал факультативно. После Октябрьской революции принимал участие в создании профсоюза Работников искусств («РАБИС»). С 1918 по 1930 год занимал должность ректора Донской консерватории в Ростове-на-Дону, одновременно преподавая в классе композиции, тромбона и фортепиано.
С 1930 года работал в Баку зав. кафедрой композиции Азербайджанской консерватории (ныне Азербайджанская государственная музыкальная академия). В 1932—1942 годах был заведующим кафедрой инструментовки и преподавал в Ленинградской консерватории. В 1938 году был утвержден в звании профессора. В 1940 году стал одним из создателей организаторов Военно-морского факультета в Ленинградской консерватории. В годы Великой Отечественной войны выступал с концертами, организовывал концертные бригады, делал для них музыкальные переложения.
В блокадном Ленинграде находился в сильном физическом истощении, был эвакуирован в Ташкент, где и скончался 22 апреля 1942 года.

## Труды
Как композитор, Николай Захарович Хейфец является автором симфонических произведений, автором хоровой и песенной музыки, музыки к театральным постановкам.